# Anime Grand Prix 1979
O 'Anime Grand Prix é uma premiação anual realizada pela revista Animage. O critério para a premiação são contados considerando a popularidade, qualidade e influência do anime em questão no meio artístico e cultural japonês. O Anime Grand Prix de 1979 foi o primeiro e teve como vencedor de melhor anime do ano: Mobile Suit Gundam.

## Premiações do Anime Grand Prix (1979) da Animage

### Melhor Anime
| Colocação | Anime                        | Estúdio                  | Diretor            | Formato     | Episódios / Duração |
| --------- | ---------------------------- | ------------------------ | ------------------ | ----------- | ------------------- |
| 1º lugar  | Gundam 0079                  | Sunrise                  | Yoshiyuki Tomino   | TV anime    | 43 episódios        |
| 2º lugar  | Gekijōban Ginga Tetsudō 999  | Toei Animation           | Rintarō            | Anime filme | 130 minutos         |
| 3º lugar  | Uchū Kaizoku Captain Harlock | Toei Animation           | Rintarō            | TV anime    | 42 episódios        |
| 4º lugar  | Cyborg 009                   | Toei Animation e Sunrise | Masayuki Akebi     | TV anime    | 50 episódios        |
| 5º lugar  | Ginga Tetsudō 999            | Toei Animation           | Nobutaka Nishizawa | TV anime    | 113 episódios       |
| 6º lugar  | Yukyūkyō no Uta              | Toei Animation           | Hiroshi Fukutome   | TV anime    | 25 episódios        |
| 7º lugar  | Treasure Island              | Tokyo Movie Shinsha      | Osamu Dezaki       | TV anime    | 26 episódios        |
| 8º lugar  | Arrivederci Yamato           | Academy Productions      | Leiji Matsumoto    | Anime filme | 150 minutos         |
| 9º lugar  | Bon Voyage Yamato            | Academy Productions      | Leiji Matsumoto    | Anime filme | 100 minutos         |
| 10º lugar | Tōshō Daimos                 | Toei Animation e Sunrise | Tadao Nagahama     | TV anime    | 44 episódios        |

### Melhor Episódio
| Colocação | Episódio | Anime       |
| --------- | -------- | ----------- |
| 1º lugar  | 24       | Gundam 0079 |
| 2º lugar  | 21       | Gundam 0079 |
| 3º lugar  | 10       | Gundam 0079 |
| 4º lugar  | 28       | Gundam 0079 |
| 5º lugar  | 13       | Gundam 0079 |
| 6º lugar  | 01       | Gundam 0079 |
| 7º lugar  | 25       | Gundam 0079 |
| 8º lugar  | 29       | Gundam 0079 |
| 9º lugar  | 09       | Gundam 0079 |
| 10º lugar | 19       | Gundam 0079 |

### Melhor Personagem
| Colocação | Personagem          | Seiyū           | Sexo | Anime                        |
| --------- | ------------------- | --------------- | ---- | ---------------------------- |
| 1º lugar  | Captain Harlock     | Makio Inoue     | ♂    | Uchū Kaizoku Captain Harlock |
| 2º lugar  | Amuro Ray           | Tōru Furuya     | ♂    | Gundam 0079                  |
| 3º lugar  | Char Aznable        | Shūichi Ikeda   | ♂    | Gundam 0079                  |
| 4º lugar  | Susumu Kodai        | Kei Tomiyama    | ♂    | Uchū Senkan Yamato 2         |
| 5º lugar  | Joe Shimamura (009) | Kazuhiko Inoue  | ♂    | Cyborg 009                   |
| 6º lugar  | Ken Hiura           | Kazuyuki Sogabe | ♂    | Yukyūkyō no Uta              |
| 7º lugar  | Maetel              | Masako Ikeda    | ♀    | Ginga Tetsudō 999            |
| 8º lugar  | Tetsurō Hoshino     | Masako Nozawa   | ♂    | Ginga Tetsudō 999            |
| 9º lugar  | Sayla Mass          | Yō Inoue        | ♀    | Gundam 0079                  |
| 10º lugar | John Silver         | Genzo Wakayama  | ♂    | Treasure Island              |

### Melhor Anime Song
| Colocação | Música                          | Tipo | Interprete      | Anime                        |
| --------- | ------------------------------- | ---- | --------------- | ---------------------------- |
| 1º lugar  | Kita no Okami to Minami no Tora | OP   | Mitsuko Horie   | Yukyūkyō no Uta              |
| 2º lugar  | Taga Tame ni                    | OP   | Ken Narita      | Cyborg 009                   |
| 3º lugar  | Tobe! Gundam                    | OP   | Koh Ikeda       | Gundam 0079                  |
| 4º lugar  | The Captain Harlock             | OP   | Ichiro Mizuki   | Uchū Kaizoku Captain Harlock |
| 5º lugar  | Takarajima                      | OP   | Machida Yoshito | Treasure Island              |
| 6º lugar  | The Galaxy Express 9³           | ED   | Godiego         | Gekijōban Ginga Tetsudō 999  |
| 7º lugar  | Umi no Triton                   | ED   | Hiromasa Suzuki | Triton of the Sea            |
| 8º lugar  | You have a day trip             | OP   | Kei Ogura       | Marco Polo                   |
| 9º lugar  | Voltes V no Uta                 | OP   | Mitsuko Horie   | Chōdenji Machine Voltes V    |
| 10º lugar | Kokoro Ase o                    | OP   | Mitsuko Horie   | Kyojin no Hoshi              |

## Premiações do Anime Grand Prix (1979) da Newtype

### Melhor Anime
| Colocação | Anime                        | Estúdio                  | Diretor                       | Formato     | Episódios / Duração |
| --------- | ---------------------------- | ------------------------ | ----------------------------- | ----------- | ------------------- |
| 1º lugar  | Mobile Suit Gundam           | Sunrise                  | Yoshiyuki Tomino              | TV anime    | 43 episódios        |
| 2º lugar  | Uchū Kaizoku Captain Harlock | Toei Animation           | Rintarō                       | TV anime    | 42 episódios        |
| 3º lugar  | Lupin III: Part II           | Tokyo Movie Shinsha      | Seijun Suzuki                 | TV          | 155 episodios       |
| 4º lugar  | Arrivederci Yamato           | Academy Productions      | Leiji Matsumoto               | Anime filme | 150 minutos         |
| 5º lugar  | Gekijōban Ginga Tetsudō 999  | Toei Animation           | Rintarō                       | Anime filme | 130 minutos         |
| 6º lugar  | Yukyūkyō no Uta              | Toei Animation           | Hiroshi Fukutome              | TV anime    | 25 episódios        |
| 7º lugar  | Cyborg 009                   | Toei Animation e Sunrise | Masayuki Akebi                | TV anime    | 50 episódios        |
| 8º lugar  | Akage no Anne                | Nippon Animation         | Isao Takahata                 | TV anime    | 50 episódios        |
| 9º lugar  | Versailles no Bara           | Tokyo Movie Shinsha      | Tadao Nagahama e Osamu Dezaki | TV anime    | 40 episódios        |
| 10º lugar | Tōshō Daimos                 | Toei Animation e Sunrise | Tadao Nagahama                | TV anime    | 44 episódios        |

### Melhor Episódio
| Colocação | Episódio | Anime       |
| --------- | -------- | ----------- |
| 1º lugar  | 24       | Gundam 0079 |
| 2º lugar  | 21       | Gundam 0079 |
| 3º lugar  | 10       | Gundam 0079 |
| 4º lugar  | 28       | Gundam 0079 |
| 5º lugar  | 13       | Gundam 0079 |
| 6º lugar  | 01       | Gundam 0079 |
| 7º lugar  | 25       | Gundam 0079 |
| 8º lugar  | 29       | Gundam 0079 |
| 9º lugar  | 09       | Gundam 0079 |
| 10º lugar | 19       | Gundam 0079 |

### Melhor Personagem
| 1º lugar  | Captain Harlock     | Makio Inoue    | ♂ | Uchū Kaizoku Captain Harlock |
| 2º lugar  | Amuro Ray           | Tōru Furuya    | ♂ | Mobile Suit Gundam           |
| 3º lugar  | Char Aznable        | Shūichi Ikeda  | ♂ | Mobile Suit Gundam           |
| 4º lugar  | Susumu Kodai        | Kei Tomiyama   | ♂ | Space Battleship Yamato II   |
| 5º lugar  | Lupin III           | Yasua Yamada   | ♂ | Lupin III: Part II           |
| 6º lugar  | Joe Shimamura (009) | Kazuhiko Inoue | ♂ | Cyborg 009                   |
| 7º lugar  | Maetel              | Masako Ikeda   | ♀ | Galaxy Express 999           |
| 8º lugar  | Tetsurō Hoshino     | Masako Nozawa  | ♂ | Galaxy Express 999           |
| 9º lugar  | Sayla Mass          | Yō Inoue       | ♀ | Mobile Suit Gundam           |
| 10º lugar | Joe Condor          | Genzo Wakayama | ♂ | Gatchaman                    |